# Obelisco dos Cantóns
L'obelisc dos Cantóns, conegut popularment com a Obelisco, és un monument de la ciutat de la Corunya, situat al carrer Cantón Grande. Es va construir l'any 1895 en memòria d'Aureliano Linares Rivas, diputat, senador i ministre compostel·là durant la regència de Maria Cristina.
La denominació d'obelisc que se li va donar és inexacta, ja que el monument és en realitat una columna commemorativa.

## Història
El 1893, l'ajuntament corunyès va crear un comitè ad hoc, que va decidir que el monument no fos només un homenatge a Linares Rivas, sinó que també tingués utilitat pública, amb un rellotge i aparells meteorològics.
El monument fou projectat pel mestre d'obres Gabriel Vitini Alonso, i la cimentació per l'arquitecte municipal Antonio de Mesa. Això es degué que la cimentació fou pagada per l'ajuntament, mentre que el monument en si es va construir gràcies a la recaptació obtinguda per subscripció popular, i els mestres d'obra eren els que projectaven la majoria d'obres privades de l'època, professió que més tard va passar a l'aparellador i més tard a l'arquitecte tècnic o enginyer d'edificació. El monument el va fer el constructor José Escudero, que va cobrar 1.995 pessetes.
L'alcalde Alfonso Molina va decidir el 1952 augmentar l'alçada de l'estructura, ja que els edificis de la zona havien augmentat en alçària i desmereixien el monument.
A la base de l'obelisc, estan gravats en plaques de bronze les dades geogràfiques i climàtiques extremes de la ciutat.

## Galeria d'imatges

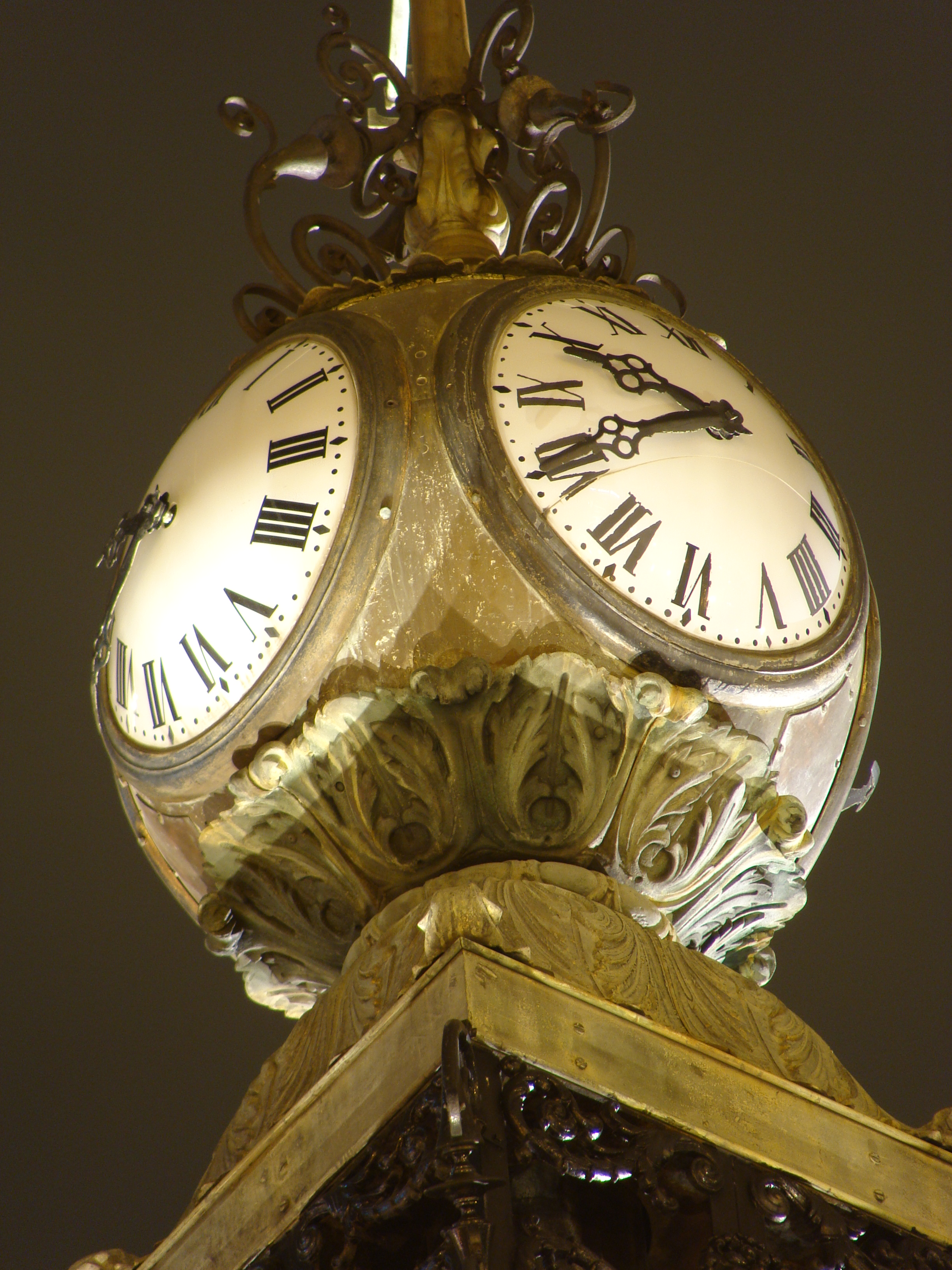
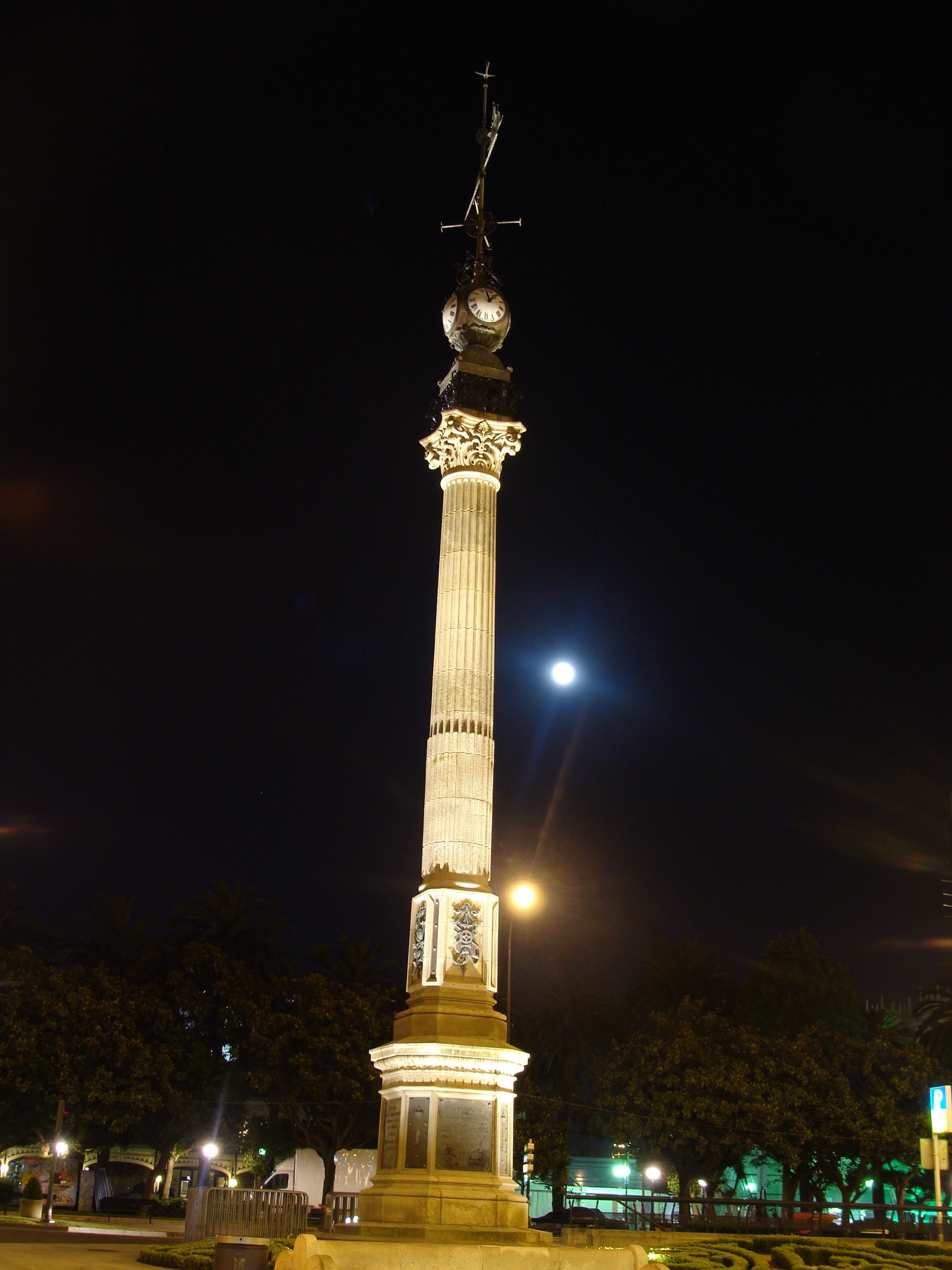
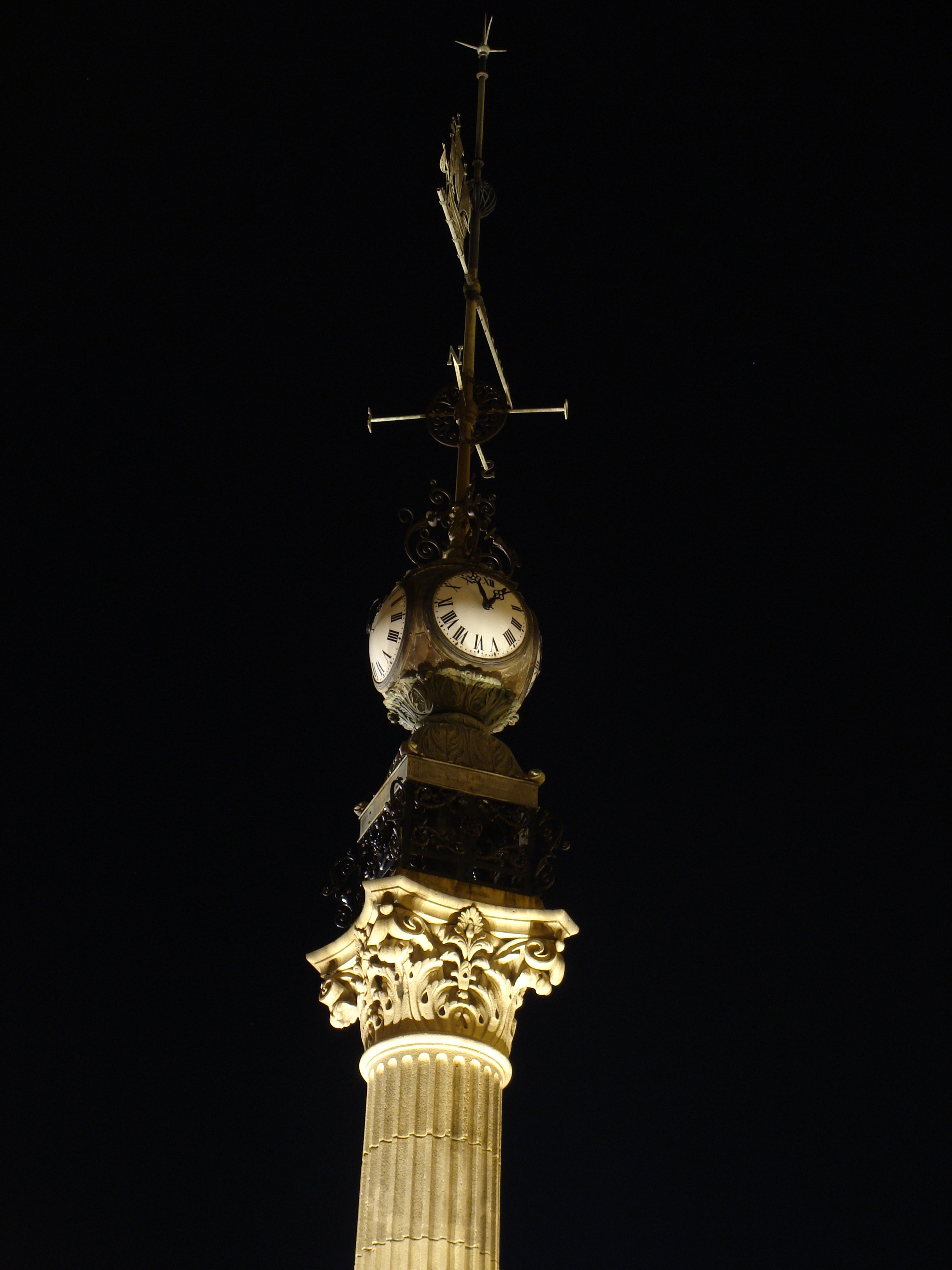
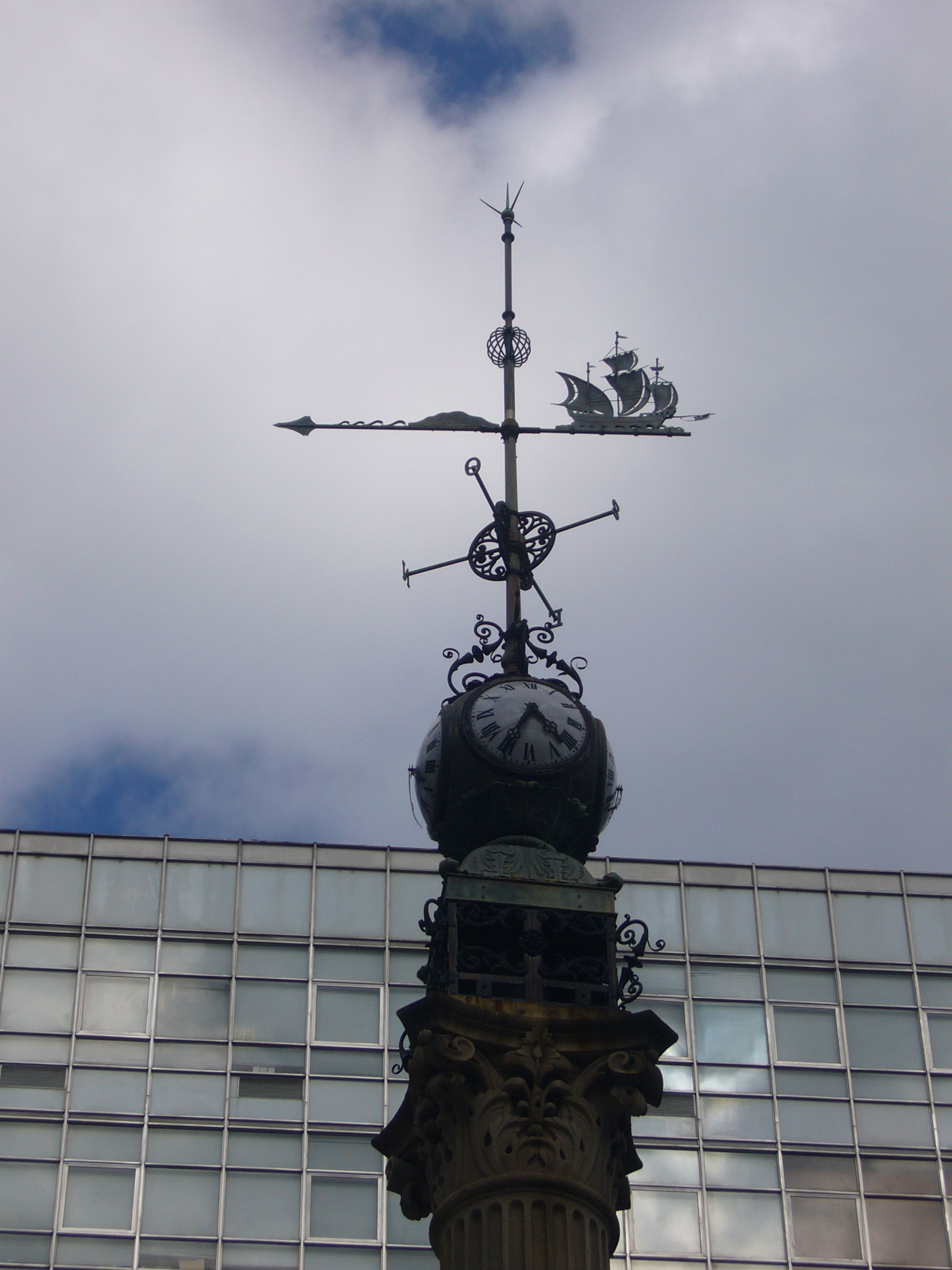